# West Point (serie televisiva)
West Point è una serie televisiva statunitense in 39 episodi trasmessi per la prima volta nel corso di una sola stagione dal 1956 al 1957. La serie è conosciuta anche con il titolo The West Point Story.
È una serie di tipo antologico ambientata nell'Accademia Militare degli Stati Uniti a West Point in cui ogni episodio rappresenta una storia a sé. Gli episodi sono storie di genere drammatico e vengono presentati da Donald May nel ruolo del cadetto Charles C. Thompson.
L'episodio pilota fu trasmesso il 10 gennaio 1956, il primo episodio regolare della prima e unica stagione fu trasmesso il 5 ottobre 1956. Dopo il 28 giugno 1957, data di trasmissione del 39º e ultimo episodio regolare, una serie di repliche furono trasmesse sia sulla CBS che sulla ABC fino al 1958.
Gli episodi, realizzati con la collaborazione del Dipartimento della Difesa e della United States Military Academy, sono basati su effettivi documenti d'archivio che testimoniano eventi drammatici reali accaduti a West Point nel corso degli anni. I nomi e le date furono modificati al fine di tutelare la privacy delle persone coinvolte.

## Interpreti
- Chuck Connors (3 episodi, 1956-1957)
- Don Eitner (3 episodi, 1956-1957)
- Del Erickson (3 episodi, 1956-1957)
- Richard Jaeckel
- Steven Terrell (3 episodi, 1956-1957)
- Larry Thor (3 episodi, 1956-1957)
- Brett Halsey (3 episodi, 1957)
- Don Garner (2 episodi, 1956-1957)
- Michael Garth (2 episodi, 1956-1957)
- Race Gentry (2 episodi, 1956-1957)
- Chester Marshall (2 episodi, 1956-1957)
- Martin Milner
- Leonard Nimoy (2 episodi, 1956-1957)
- Larry Pennell (2 episodi, 1956-1957)
- Leonard Shoemaker (2 episodi, 1956-1957)
- Gloria Talbott (2 episodi, 1956-1957)
- Jane McArthur
- Tom Middleton
- Ted Perritt
- Valentin de Vargas (2 episodi, 1957)
- Donna Martell (2 episodi, 1957)
- Jan Merlin (2 episodi, 1957)
- Dick Sargent (2 episodi, 1957)
- William Traylor (2 episodi, 1957)
- Patrick Waltz (2 episodi, 1957)
- Chris Warfield (2 episodi, 1957)

## Produzione
La serie fu prodotta da Maurice Unger  per la ZIV Television Programs. La sigla West Point March fu composta da Philip Egner e Alfred Parham.

### Registi
Tra i registi sono accreditati:
- James Sheldon in 9 episodi (1956-1957)
- Leon Benson in 2 episodi (1956)

### Sceneggiatori
Tra gli sceneggiatori sono accreditati:
- Gene Roddenberry in 9 episodi (1956-1957)
- Don Brinkley in 4 episodi (1956-1957)

## Distribuzione
La serie fu trasmessa negli Stati Uniti dal 10 gennaio 1956 (pilot) e dal 5 ottobre 1956 (1º episodio) al 28 giugno 1957 sulla rete televisiva CBS.

## Episodi
| Stagione       | Episodi | Prima TV USA |
| -------------- | ------- | ------------ |
| Prima stagione | 39+1    | 1956-1957    |